# Ksaveras Kairys
Ksaveras Kairys (* 22. Oktober 1909 in Riga, Gouvernement Livland; † 12. Juli 1991 in Vilnius) war ein litauischer Ökonom und sowjetlitauischer Politiker.

## Leben
Von 1926 bis 1928 war er Mitglied von Komsomol in Biržai. 1929 absolvierte er das Gymnasium Biržai und 1939 das Kommerzinstitut Riga.
1940 war er Beamter in der  Stadtverwaltung Vilnius. Er nahm am Zweiten Weltkrieg teil.
Von 1947 bis 1957 war er Minister  für Fleisch- und Milch-Industrie, von 1950 bis 1953 und von 1962 bis 1965 stellvertretender Ministerpräsident. 1953 war er stellv. Minister für Leichtindustrie und Lebensmittelindustrie. Von 1967 bis 1985 war er Mitglied (Deputat) im Obersten Sowjet Litauens und von 1962 bis 1979  des Sowjetunions. 
Von 1946 bis 1989 war er Mitglied von KPdSU.

## Ehrung
- 1989: Ehrenbürger der Rajongemeinde Biržai